# Isawela Dara
Isawela Dara (grec. Ισαβέλλα Δάρα, ur. 1978 w Atenach) – grecka modelka, Miss Europe w 1997 roku.
Po zdobyciu tytułu B Miss Hellas reprezentowała Grecję w finale Miss Europe w Kijowie w 1997 roku. Była czwartą Greczynką, która zdobyła tytuł Miss Europe. Wygrała również grecki finał Elite Model Look.